# Gelein Damman
Gelein Damman (ook: Ghyleyn, Ghelein) was een calvinistisch predikant in het 16e-eeuwse Westkwartier. Zijn sermoen te Boeschepe in 1562 was een dan de eerste hagenpreken en wordt soms beschouwd als het begin van het gewapend verzet tegen de geloofsvervolgingen in de Spaanse Nederlanden.

## Leven
Damman was een wever die in 1559 betrapt werd op gereformeerde overtuigingen. Op bevel van de officiaal van het bisdom Terwaan werd hij opgesloten in de gevangenis van Ieper. Na een zestal maanden kwam hij op vrije voeten doordat hij verklaard had tot inkeer te zijn gekomen. In het raam van zijn eerlijke betering zwoer hij op 10 december 1559 in de Sint-Maartenskerk van zijn geboortedorp Boeschepe publiek het protestantisme af, maar dat was slechts schijn. Met zijn broer Willem, een afvallige priester, bleef hij het calvinisme verkondigen in het Westkwartier.
Willem Damman werd op 16 februari 1562 gearresteerd in Hondschote. Zijn geloofsbroeders wisten hem op 12 mei 
met een gewapende actie te bevrijden uit de bisschoppelijke gevangenis van Ieper. Drie maanden later, op zondag 12 juli 1562, hield Gelein Damman op het kerkhof van Boeschepe een publieke preek. Met deze actie daagde de radicale factie van de calvinisten het Spaans-Nederlandse gezag uit. Dankzij de nodige publiciteit waren er een tweehonderd toehoorders op de been gebracht, gewapend met stokken, messen en pistolen. Ze kwamen uit Boeschepe, Westouter, Reningelst, Berthen, Belle, Eke, Godewaarsvelde, Loker, Dranouter, Steenwerck, Sint-Jans-Cappel, Meteren en Steenvoorde. Ook waren er teruggekeerde vluchtelingen uit Engeland. 
Terwijl de hoogmis aan de gang was, stak Gelein Damman ruim een uur lang een vurige preek af met aanvallen op het gezag van de paus en de eucharistie. De pastoor van Boeschepe kwam aanwezigen uitnodigen in zijn kerk, maar kreeg nauwelijks gehoor. Na een geknield gebed voor de standvastigheid van de geloofsbroeders in gevangenschap, werd de vergadering besloten met een psalm. Vervolgens ging Damman met een gewapend gevolg naar Godewaarsvelde, waar hij in de herberg van Andries Meynghe een schriftlezing hield en enkele liederen zong. 's Nachts preekte hij in een verlaten huis te Steenvoorde, maar van zijn plannen voor verdere publieke sermoenen kwam niets meer in huis. 
Onder druk van de repressie week hij via Nieuwpoort en Grevelingen uit naar Sandwich. Daags na het sermoen was de vervolging op gang gebracht door inquisiteur Pieter Titelmans, die ter plaatse was gekomen en landvoogdes Margaretha van Parma inlichtte. Ze schakelde de Raad van Vlaanderen in en stuurde naderhand de koninklijke commissarissen Robert du Cellier en Jacob de Blasere. Damman was ontkomen, maar negen deelnemers aan de predicatie kregen de doodstraf. Zes van hen werden terechtgesteld in Ieper en drie in Cassel. Anderen moesten eerlijke betering doen of werden eeuwig verbannen op de galeien, vaak bij verstek. Dit harde optreden heeft vermoedelijk de Beeldenstorm enkele jaren vertraagd.
Damman bleef in Sandwich als lid van de Vlaamse vluchtelingenkerk en werd in bescherming genomen tegen zijn aandrang om terug te keren voor verdere evangelisatie.